# Кузнецова, Мария Сергеевна
Мария Сергеевна Кузнецова (р.17 декабря 1997) — российская спортсменка, борец вольного стиля, чемпионка России, призёр чемпионатов Европы.

## Биография
Родилась в 1997 году в Новочебоксарске. В 2015 году стала бронзовой призёркой первенства мира среди юниоров. На первенстве Европы среди юниоров 2016 года завоевала бронзовую медаль. В 2017 году стала чемпионкой Европы среди юниоров, в 2018 — среди борцов в возрасте до 23 лет.
В 2018 году стала чемпионкой России среди взрослых и завоевала бронзовую медаль первенства мира среди борцов в возрасте до 23 лет. В 2019 году стала чемпионкой Европы среди борцов в возрасте до 23 лет, а на чемпионате Европы среди взрослых завоевала бронзовую медаль.
Летом 2019 года на Европейских играх Мария стала бронзовым призером по борьбе  в весовой категории до 62 кг.
В феврале 2020 года на чемпионате континента в итальянской столице, в весовой категории до 65 кг Мария в схватке за бронзовую медаль поборола спортсменку из Финляндии Петру Олли и завоевала бронзовую медаль чемпионата Европы.